# Jubrique
Jubrique é um município da Espanha na província de Málaga, comunidade autónoma da Andaluzia, de área 39 km² com população de 765 habitantes (2004) e densidade populacional de 18,82 hab/km².

## Demografia
| Variação demográfica do município entre 1991 e 2004 | Variação demográfica do município entre 1991 e 2004 | Variação demográfica do município entre 1991 e 2004 | Variação demográfica do município entre 1991 e 2004 |
| --------------------------------------------------- | --------------------------------------------------- | --------------------------------------------------- | --------------------------------------------------- |
| 1991                                                | 1996                                                | 2001                                                | 2004                                                |
| 908                                                 | 866                                                 | 751                                                 | 737                                                 |